# MG Rover Group

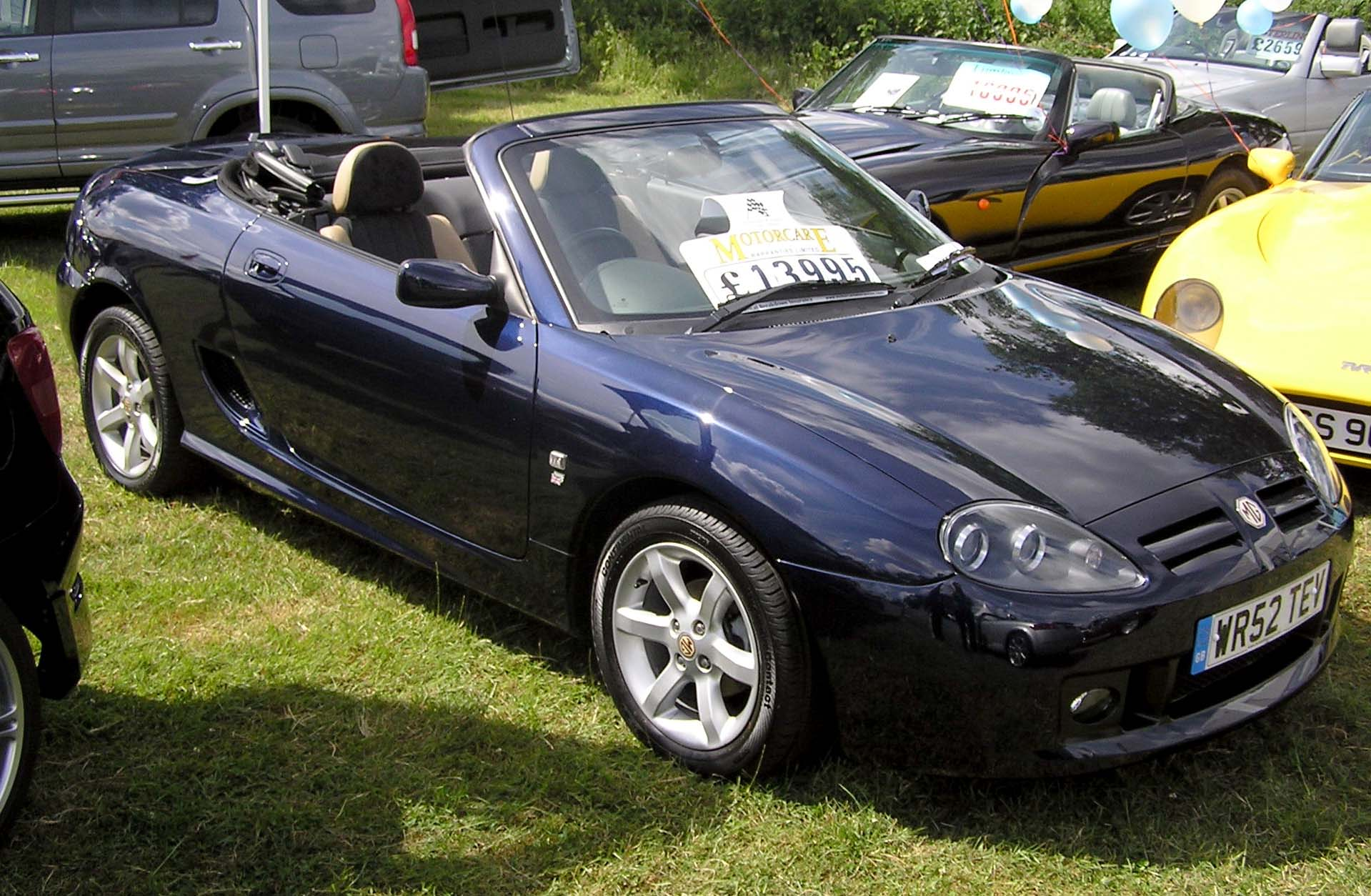
MG TF.

MG Rover Group var en brittisk bilkoncern som gick i konkurs 2005.
BMW köpte företaget 1994 men lyckades inte vända den negativa trenden utan sålde efter miljardförluster ("den engelske patienten") företaget 2000. Under namnet MG Rover Group och nya ägaren Phoenix Venture Holdings försökte man fortsätta biltillverkningen med märkena Rover och MG. 2005 följde konkursen efter flera år av fortsatta ekonomiska problem. Resterna av koncernen har sålts till Nanjing Automobile Group.

## Historia
MG Rover Group har sitt ursprung i den gamla storkoncernen British Leyland Motor Corporation som skapades 1968. Under 1970-talets kris i den brittiska fordonsindustrin gick staten in som ägare i koncernen. 1982 bytte man namn till Austin Rover Group vilket 1986 kortades ner till Rover Group. 1988 köpte British Aerospace Rover och 1994 BMW. MG Rover Group togs i samband med att BMW sålde företaget 2000 och MG och Rover var de enda kvarvarande märkena i företaget. 

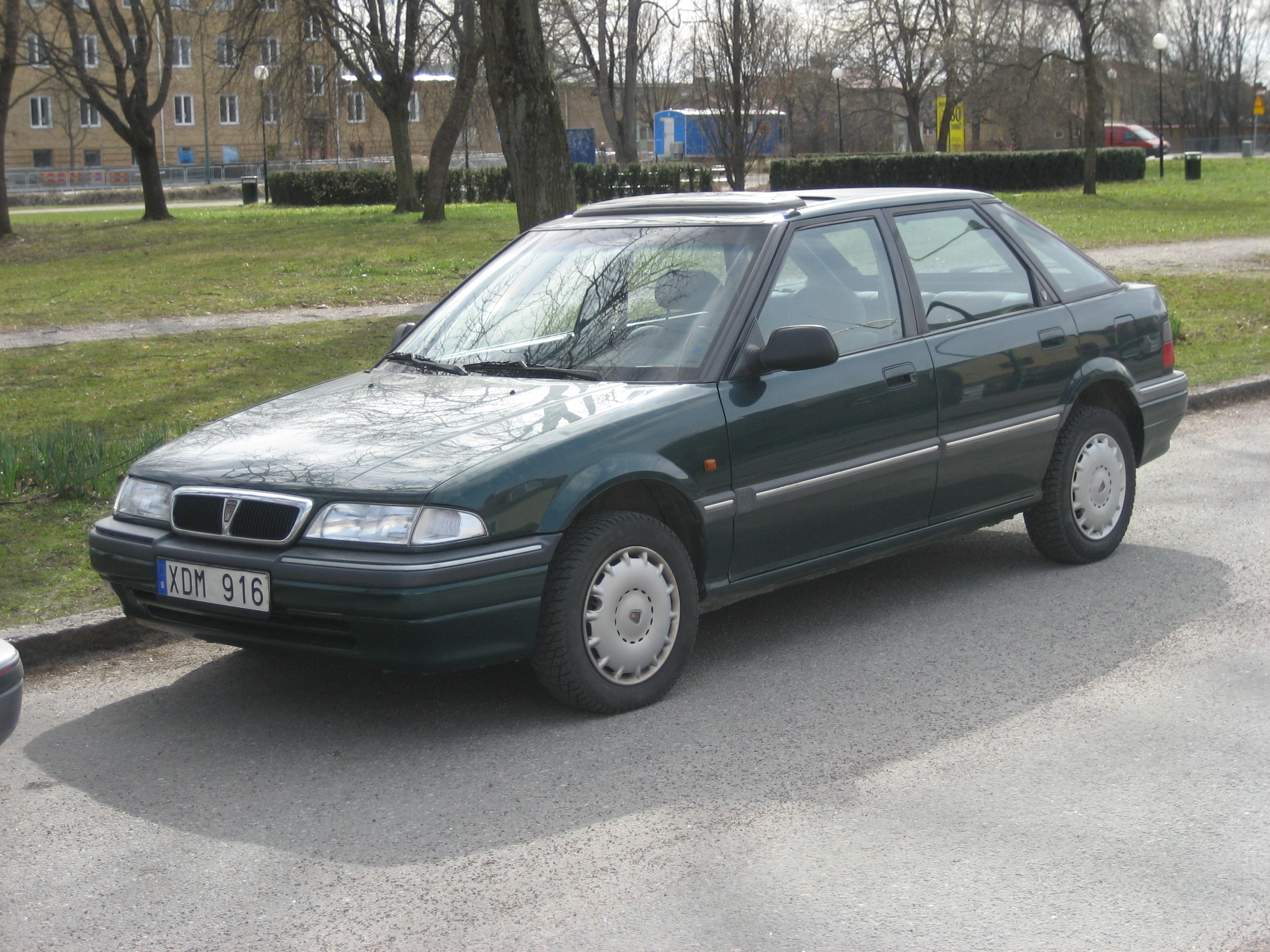
Rover 214 som byggde på Honda Concerto.

### Honda-tiden (1979-1994)
1979 inleddes ett samarbete med japanska Honda. De japanska biltillverkarnas framfart hade inte gått obemärkt förbi och man hoppades få in nya impulser och få fart på den krisdrabbades brittiska bilindustrin. Det gick sådär. Man får fram nya bilar baserade på framgångsrik Honda-teknik men trots detta har man svårt att övertyga. De gamla fabrikerna och undermålig kvalité är svårbotade problem. Den brittiska staten kunde 1988 sälja vidare företaget till British Aerospace.

### BMW-tiden (1994-2000)
BMW blir ny ägare 1994 och köpet genomdrivs av Bernd Pischetsrieder. BMW ser köpet som viktigt ur strategisk synvinkel - man vill stärka sin position genom att bygga ut koncernen med Rover-delen. De problem som företaget dras med räknar man kunna råda bot på. BMW genomdriver ambitiösa förändringsarbeten där man bl.a. tar in Rover hos BMW-handlarna i Sverige och lanserar Rover 75 som en viktig del i det Rover som BMW vill skapa. BMW lyckas inte få fart på Rover och miljardförluster drabbar koncernen. Rover visar sig vara en av de största misstagen bland biltillverkare och Pischetsrider tvingas avgå 1999 och 2000 säljer BMW.

### Phoenix-tiden (2000-2005)
BMW beslut att sälja ut Rover-delen innebar en uppdelning av den sista stora engelska bilkoncernen. BMW väljer att behålla Mini som är det enda man ser en framtida potential i - i alla fall vad gäller BMW:s del. Det framgångsrika Land Rover med märkena Land Rover och Range Rover säljs till Ford Motor Company medan investmentbolaget Phoenix Venture Holdings tar över märkena Rover och MG - det som blir kvar av den ursprungliga koncernen med deras olika bilmärken. Rättigheterna till namnen fördelas på de olika ägarna (se nedan) vad gäller på aktuella som historiska bilmärken. 
Phoenix lyckas inte och det är tydligt att man har stora problem med det som är kvar av Rover. Man får inte fram några nya modeller och finansiellt fortsätter kriserna. MG Rover gör om ("face-lift") sina modeller men stora delar av modellprogrammet är gammalt och härrör från Rovers samarbete med Honda.

## Märken
Märken som ingått i koncernen med dess föregångare.
MG Rover
- 1895 Wolseley
- 1905 Austin
- 1912 Morris
- 1923 MG
- 1947 Vanden Plas Princess
- 1952 Austin-Healey
- 1986 Qvale
- 1987 Sterling
- 1913 Vanden Plas

BMW:
- 1898 Riley
- 1904 Rover (MG Rover har licens)
- 1903 Standard
- 1919 Dawson
- 1923 Triumph
- 1959 Mini

Ford:
- 1898 Lanchester
- 1947 Jaguar
- 1947 Land Rover
- 1959 Vanden Plas

BAE Systems:
- 1921 Alvis